# Quirnbach/Pfalz
Pour les articles homonymes, voir Quirnbach.
Quirnbach/Pfalz est une municipalité de la Verbandsgemeinde de Glan-Münchweiler, dans l'arrondissement de Kusel, en Rhénanie-Palatinat, dans l'ouest de l'Allemagne.